# Georges Peulevey
Georges Peulevey (1880-1966) est un architecte français.

## Biographie
Georges Léon Peulevey naît à Fontenay-sous-Bois, au no 20 avenue de la Dame-Blanche le 6 juin 1880. Il est le fils de Léon Henri, agent de la compagnie transatlantique, et d'Angèle Félécité Émilie Désirée Piéton. Son grand-père Louis Peulevey est avocat et député du Havre.
En 1899, Il suit une mise à niveau chez Alexandre Marcel, architecte à Paris puis avec Victor Laloux, avant d'intégrer les Beaux-Arts en section architecture en 1902 (matricule 5432). Il est diplômé en 1908.
Il travaille d'abord à Monaco en 1913 et, en 1914 il présente un projet pour l'édification du palais de justice pour lequel il obtient une deuxième mention . Il est alors domicilié villa "Trianon" rue Grimaldi, La Condamine.
Pendant la Première Guerre mondiale, lieutenant en 1918, il est affecté à la photographie aérienne
Architecte en chef du département de la Seine-Inférieure, il devient architecte des Hospices civils de Rouen à partir du 2 février 1928. Il est domicilié au no 26 rue de Fontenelle à Rouen.
Il se marie le 17 novembre 1915 à Paris 7e avec Suzanne Jeanne Marguerite Françoise Blain. Une fille Françoise Marie nait le 12 décembre 1916.
Il reçoit l'agrément no 1588 comme architecte de la Reconstruction.
Il meurt à Mont-Saint-Aignan le 3 mai 1966.

## Réalisations
- chapelle et réservoir de la prison à Rouen - 1920-1927
- monument aux morts à Houppeville - 1921
- sanatorium marin des Grandes-Dalles à Saint-Pierre-en-Port - 1923-1957
- maison type pour la Société Bénédictine de Fécamp à Fécamp - 1923-1931
- réservoir à eau à Sassetot-le-Mauconduit - 1923
- maison, cité de l'Abri à Bois-Guillaume - vers 1925
- cité-jardin du Foyer-Quevillais, rue Guillaume-Lecointe au Petit-Quevilly - 1926-1928
- archives départementales à Rouen - 1927
- hôpital-hospice Saint-Julien, 2 rue Danton au Petit-Quevilly - 1928-1933
- bains-douches (en collaboration avec Pierre Rivard), rue Joseph-Lebas au Petit-Quevilly - 1928-1929
- cité Esso/cité de la Petite Campagne (en collaboration avec Pierre Chirol) à Notre-Dame-de-Gravenchon - vers 1930
- pavillon des isolés, hôtel-Dieu à Rouen - 1932